# Myzomorphus gounellei
Myzomorphus gounellei är en skalbaggsart som beskrevs av Auguste Lameere 1912. Myzomorphus gounellei ingår i släktet Myzomorphus och familjen långhorningar. Inga underarter finns listade i Catalogue of Life.